# Ndiswrapper

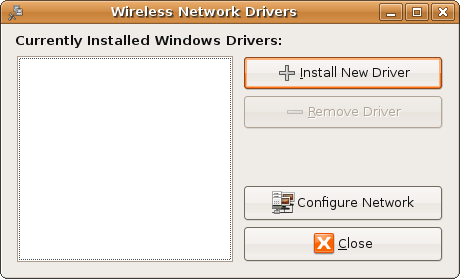
Ndisgtk

Ndiswrapper – darmowa aplikacja na licencji GPL napisana pod system operacyjny Linux, która umożliwia instalowanie sterowników bezprzewodowych kart sieciowych napisanych pod system Windows.
Ndiswrapper obsługuje karty sieciowe z interfejsem
miniPCI, PCI, PCMCIA, USB. Jednak oprogramowanie to umożliwia przeniesienie sterownika z Windows tylko do komputera o tej samej architekturze, co w tym przypadku oznacza jedynie x86 i x86-64.
Najnowsza wersja pochodzi z 3 maja 2020 i nosi oznaczenie 1.63.